# Franciszek Szymanowski
Franciszek Szymanowski herbu Jezierza (ur. 1743 - zm. 1799) – regent kancelarii koronnej, członek Komisji Skarbu Koronnego, poseł na sejmy.

## Pochodzenie
Syn  Macieja Michała Szymanowskiego (zm. 1772) starosty wyszogrodzkiego i kasztelana rawskiego, oraz jego żony, Anny z Łuszczewskich.